# Nasięźrzał

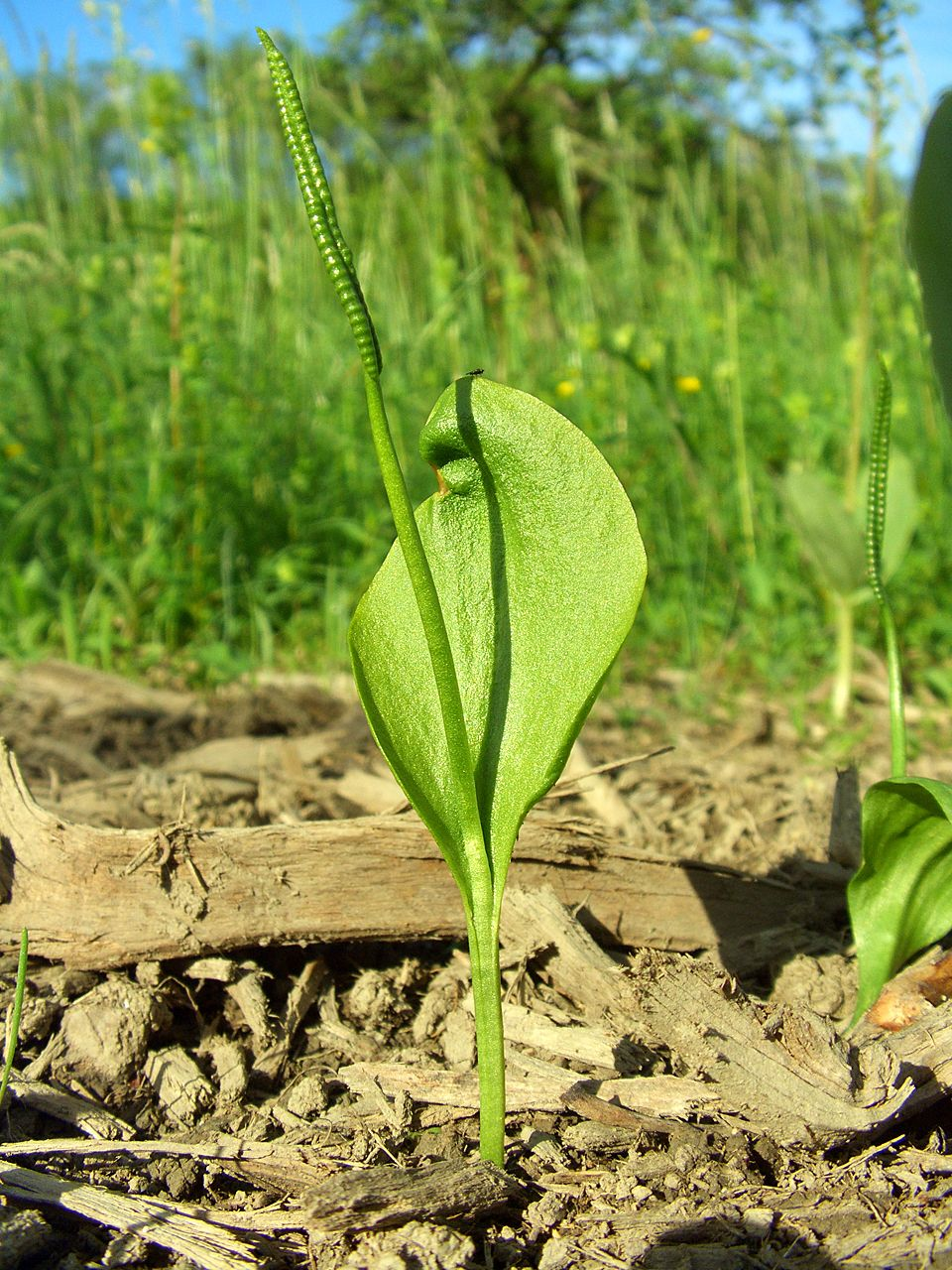
Nasięźrzał pospolity

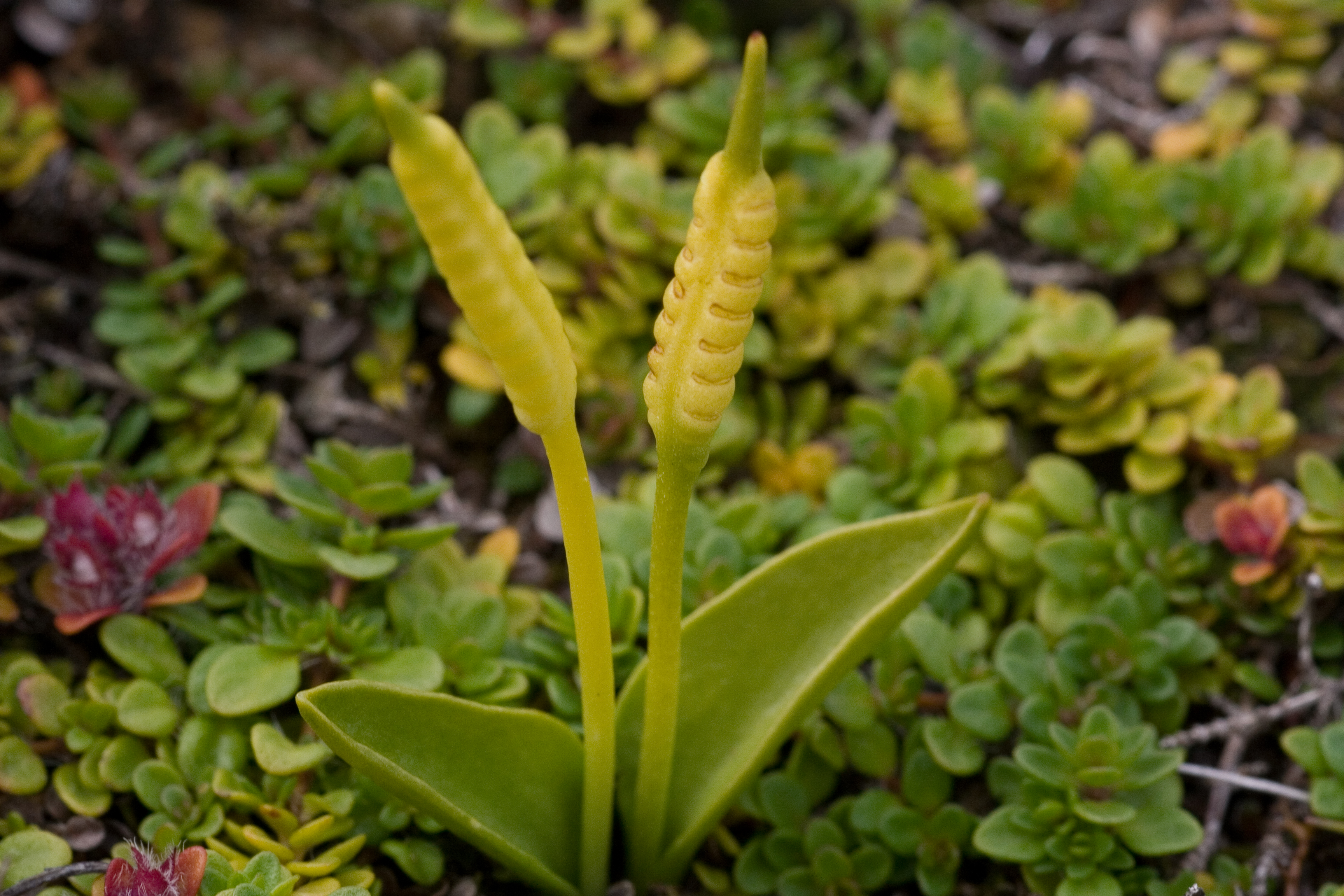
Nasięźrzał azorski

Nasięźrzał (Ophioglossum L.) – rodzaj roślin z rodziny nasięźrzałowatych (Ophioglossaceae). Obejmuje ok. 25–30 do 34 gatunków.
Zasięg występowania rodzaju jest rozległy – są to rośliny niemal kosmopolityczne, przy czym w większości rosną w strefie tropikalnej i subtropikalnej i na półkuli północnej. W Ameryce Północnej rośnie 7 gatunków, w Chinach – 9, w Europie – 3. W Polsce spotykany jest jeden gatunek – nasięźrzał pospolity O. vulgatum, nasięźrzał azorski O. azoricum uznawany jest za błędnie stwierdzony w Polsce, a nasięźrzał wielolistny O. polyphyllum ma niejasny status.
Rośliny te rosną na ogół w zbiorowiskach trawiastych, przy czym ze względu na niewielkie rozmiary i podobieństwo do siewek roślin jednoliściennych – często są przeoczane. W większości to rośliny naziemne, rzadziej epifityczne. Niektóre gatunki lokalnie są użytkowane jako jadalne lub lecznicze, np. O. petiolatum na Tajwanie. Rzadko bywają uprawiane jako ozdobne, zwłaszcza O. palmatum. Gatunek O. reticulatum w wyniku zwielokrotnienia zestawu chromosomów może ich zawierać od 140 do 1440 (96-ploid) – co jest rekordem wśród znanych organizmów żywych.

## Morfologia

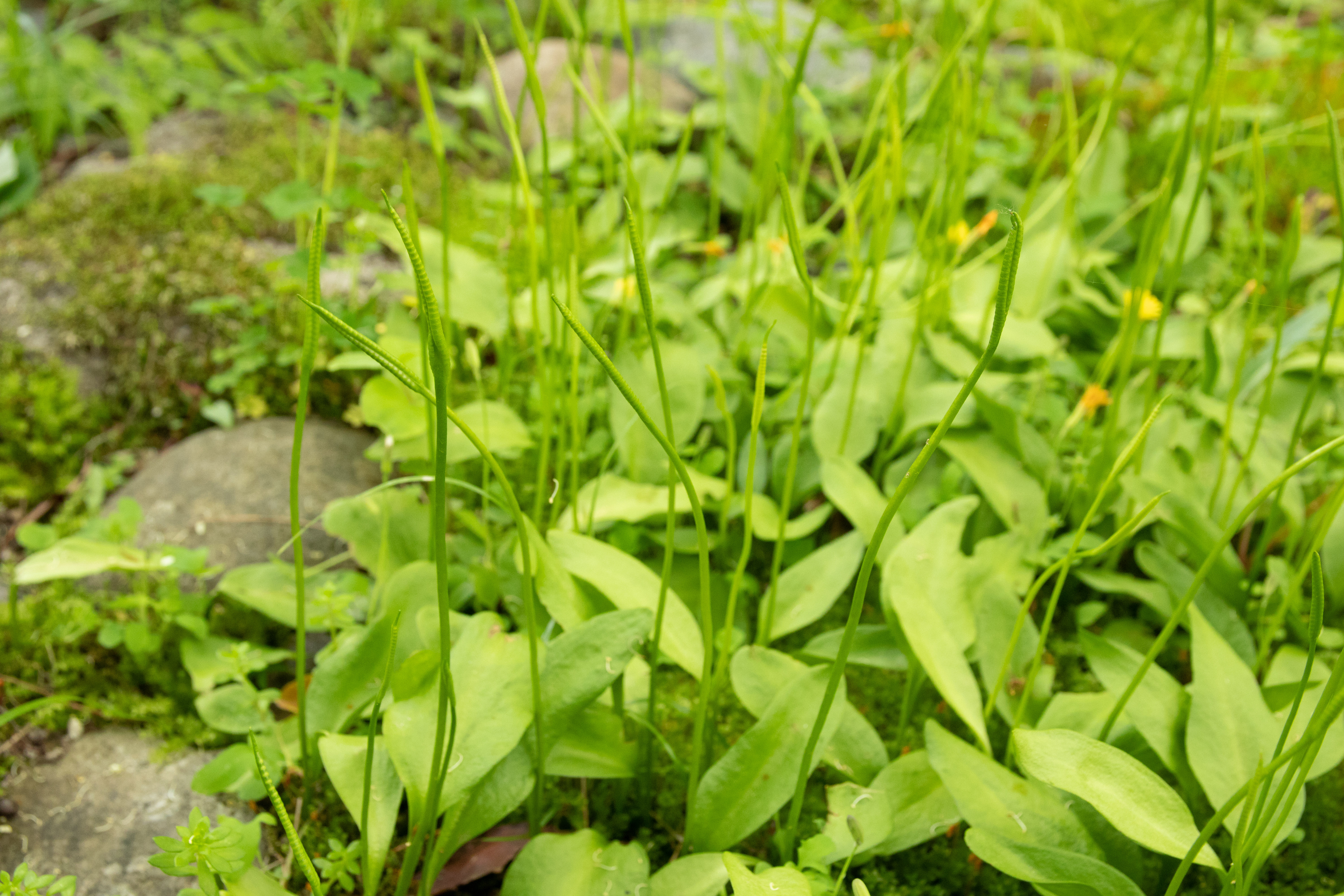
Ophioglossum namegatae

GametofitMięsisty, bezzieleniowy, rozwija się pod ziemią jako myko-heterotrof (pasożytując na grzybach już jako organizm kilkukomórkowy). Ma kształt cylindryczny o długości do 2–5 cm i szerokości do kilku mm, nie rozgałęzia się i jest barwy białej do brązowej.
SporofitKłącze podziemne krótkie, rosnące prosto ku górze, rzadziej płożące, o średnicy do 16 mm, nagie lub pokryte długimi włoskami, bez łusek, rozmnóżek na nim brak. Korzenie nierozgałęzione, żółtawobiałe do czarnych, o średnicy do 1,5 mm, gładkie, czasem z wyrastającą z nich rośliną potomną (klonem).
Z kłącza co roku wyrasta zwykle pojedynczy liść, który zresztą wcześniej rozwijać się może nawet trzy lata w fazie embrionalnej. U niektórych gatunków, zwłaszcza tropikalnych, w ciągu roku rozwija się kilka liści (do pięciu). Liść osadzony na ogonku rozdziela się na część asymilacyjną (płonną) i zarodnionośną (płodną). Liście są prosto wzniesione, rzadziej pokładające się lub zwisające. Blaszka asymilacyjna ma od mniej niż 1 mm do 10 (kilkunastu) cm długości i od mniej niż 1 mm do 4,5 cm szerokości. Blaszka jest pojedyncza i zwykle niepodzielona, rzadko rozwidlona dychotomicznie, zwykle nieco mięsista, z użyłkowaniem zamkniętym, siatkowym, z żyłką centralną niewyraźną. Blaszka o kształcie od jajowatego, poprzez lancetowaty do taśmowato równowąskiego, całobrzega lub o brzegu falistym. Nasada zbiegająca lub sercowata, wierzchołek ostry, tępy lub zaokrąglony.
Płodna (zarodniowa) część liścia nie zawsze jest obecna – często na powierzchni rozwija się tylko liść asymilacyjny. Jeśli się rozwija, to ma postać równowąskiego kłosa z dwoma rzędami zarodni po obu jego stronach, osadzonego na długiej szypułce oddzielającej się w różnym miejscu od ogonka liścia asymilacyjnego (od nasady ogonka, na różnej jego wysokości lub od nasady blaszki asymilacyjnej). Zarodnie zwykle zagłębione są w mięsistej tkance tworzącej sporangiofor.

## Systematyka
Pozycja systematyczna

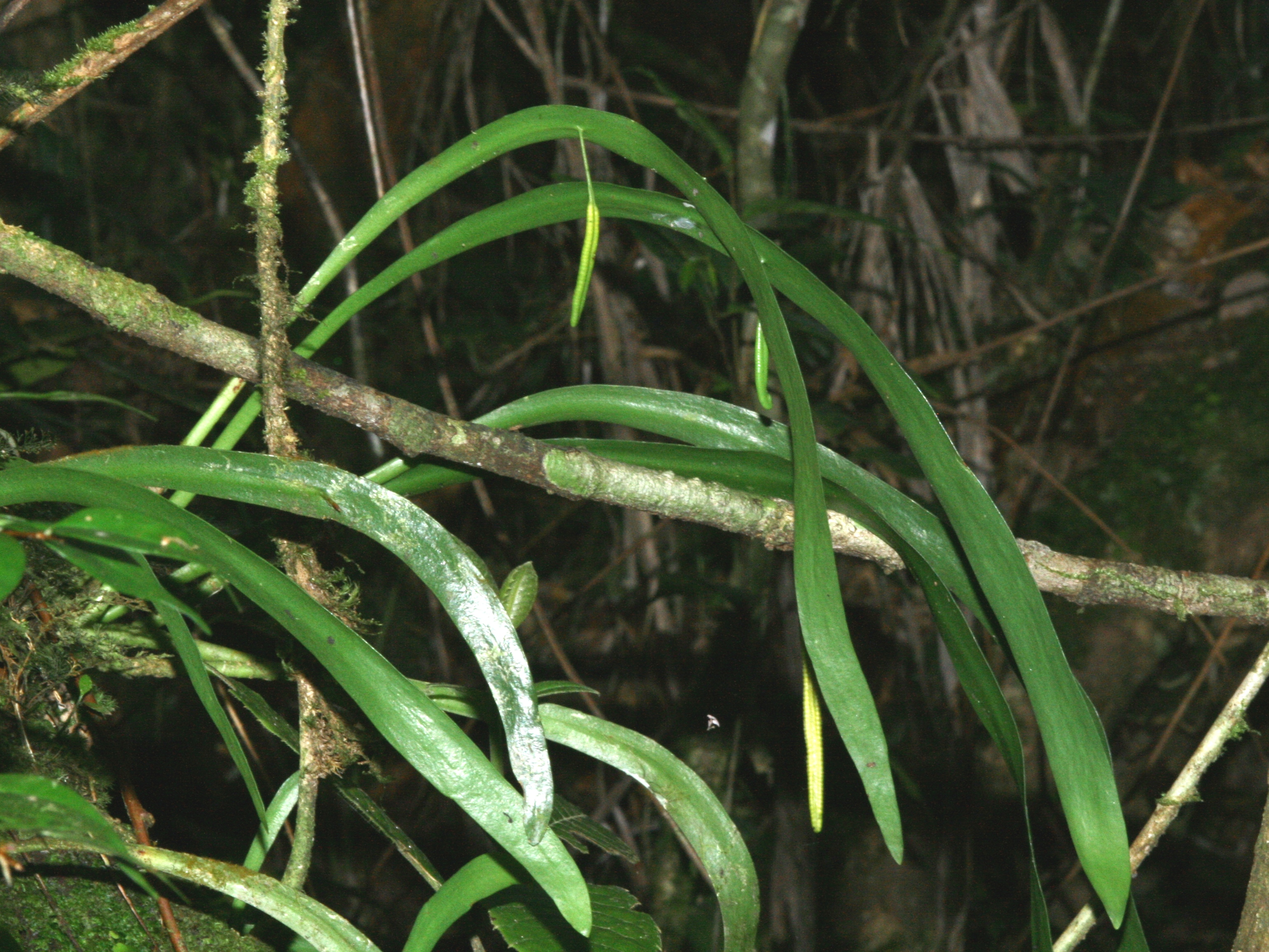
Ophioglossum pendulum

Rodzaj nasięźrzał Ophioglossum jest jednym z kilku wyróżnianych w obrębie rodziny nasięźrzałowatych (Ophioglossaceae), przy czym tradycyjnie wyróżnia się ich cztery, ale w przypadku podzielenia Botrychium na pięć mniejszych rodzajów, a rodzaju Ophioglossum na trzy lub cztery mniejsze – odpowiednio więcej. W obrębie rodziny Ophioglossum jest taksonem siostrzanym dla grupy obejmującej rodzaje podejźrzon Botrychium i Helminthostachys, a bazalnym dla całej rodziny rodzajem jest Mankuya.
W obrębie rodzaju Ophioglossum wyróżnia się trzy lub cztery  podrodzaje, czasem podnoszone do rangi osobnych rodzajów (np. w systemie PPGI z 2016):
- podrodzaj Ophioglossum – obejmuje większość zaliczanych gatunków z rodzaju[15];
- podrodzaj Ophioderma (Blume) Clausen lub rodzaj Ophioderma (Blume) Endl., Gen. Pl.: 66. 1836[2] – w zależności od ujęcia jeden (O. pendulum) lub cztery gatunki występujące w strefie tropikalnej Starego Świata; rośliny zwykle epifityczne, o długim, taśmowatym liściu, czasem osiągającym nawet 2 m długości, z kłosami zarodnionośnymi wyrastającymi co jakiś odcinek liścia asymilacyjnego[15];
- podrodzaj Cheiroglossa (C.Presl) Clausen[15] lub rodzaj Cheiroglossa C.Presl, Suppl. Tent. Pterid.: 56. 1845[2] – jeden zmienny gatunek (O. palmatum) występujący w tropikach Nowego Świata, południowo-wschodniej Azji, na Madagaskarze i Reunion[15], w niektórych ujęciach dwa gatunki[2]; roślina o blaszce asymilacyjnej pojedynczej, z wiekiem rozszerzającej się wachlarzowato i dzielącej się dłoniasto; część zarodnionośna na młodych okazach z pojedynczym kłosem, ale z wiekiem z rozgałęzienia ogonka części asymilacyjnej i zarodnionośnej rozwija się kilka zwisających kłosów zarodnionośnych[15];
- rodzaj Rhizoglossum C.Presl, Suppl. Tent. Pterid. – monotypowy z gatunkiem Rhizoglossum bergianum (Schltdl.) C.Presl (≡ Ophioglossum bergianum Schltdl.)[2].

Wykaz gatunków
- Ophioglossum austro-asiaticum M. Nishida
- Ophioglossum azoricum C. Presl – nasięźrzał azorski
- Ophioglossum bergianum Schltdl.
- Ophioglossum bucharicum O. Fedtsch. & B. Fedtsch.
- Ophioglossum californicum Prantl
- Ophioglossum concinnum Brack.
- Ophioglossum costatum R. Br.
- Ophioglossum crotalophoroides Walter
- Ophioglossum dendroneuron E.P. St. John
- Ophioglossum ellipticum Hook. & Grev.
- Ophioglossum engelmannii Prantl
- Ophioglossum fernandezianum C. Chr.
- Ophioglossum holm-nielsenii B. Øllg.
- Ophioglossum lanceolatum (Luerss.) Prantl
- Ophioglossum lancifolium C. Presl
- Ophioglossum latifolium (Prantl) J.E. Burrows
- Ophioglossum lusitanicum L.
- Ophioglossum mononeuron E.P. St. John
- Ophioglossum nudicaule L. f.
- Ophioglossum oblongum H.G. Zhou & H. Li
- Ophioglossum ovatum Bory
- Ophioglossum palmatum L.
- Ophioglossum pendulum L.
- Ophioglossum petiolatum Hook.
- Ophioglossum polyphyllum A. Braun ex Schub. – nasięźrzał wielolistny
- Ophioglossum pumilio E.P. St. John
- Ophioglossum pusillum Raf.
- Ophioglossum regulare (Schltdl.) C. Chr.
- Ophioglossum reticulatum L.
- Ophioglossum scariosum R.T. Clausen
- Ophioglossum thermale Kom.
- Ophioglossum thomasii R.T. Clausen
- Ophioglossum vulgatum L. – nasięźrzał pospolity
- Ophioglossum yongrenense Ching ex Z.R. He & W.M. Chu

## Nazwa
W dawnych tekstach łacińskich rośliny z tego rodzaju, zwłaszcza nasięźrzał pospolity,  określane są nazwą flos letitiae lub flos laetitiae. 
W biologicznym nazewnictwie zwyczajowym w wielu europejskich językach występuje lub występowała nazwa nawiązująca do kształtu języka węża. Nazwy ophioglossum miał jako pierwszy użyć Hieronim Bock w 1530. W podobnym czasie zaczęto używać wersji łacińskiej – lingua serpentina, stąd również w polskich przekładach zaczęły się pojawiać nazwy wężowy język. Sporadycznie pojawiająca się nazwa nawiązująca do języka wołu prawdopodobnie była zapisana omyłkowo. Podobne tłumaczenia dały początek nazwom w języku niemieckim (Natterzunge), francuskim (langue de serpent), angielskim (adder’s-tongue), rosyjskim (ужовник trb. użownik trl. užovnik), ukraińskim (язичник trb. jazycznyk trl. âzičnik, ужачка trb. użaczka trl. užačka), serbsko-chorwackich (gadji jezik, zmijinski jezik), słowackim (hadi jazyk, hadi jazicek), czeskim (hadi jazyk).   
Polska nazwa w postaci nassya szrz(cz)ą (razem z łacińską flos leticie) znana jest z zapisu z XV wieku. W tym samym wieku Jan Stanko zapisał ją jako nassyeszrzye. Od XVI wieku w polskich zielnikach pojawia się forma nasięzrał i nasięźrzał, następnie w gwarach przekształcana do postaci m.in. nasiźrał, nasizdrzał, masierżoł, masier-ziele czy maszerdon. Słowo „nasięźrza” w języku staropolskim oznaczało eliksir miłosny. Pojawienie się na końcu głoski „ł” jest uważane za wtórną zmianę językową. Według Aleksandra Brücknera etymologicznie nazwa wskazuje na wiarę w moc afrodyzjaku, dzięki której osoby będą na siebie wzajemnie patrzeć (na się źrzeć). W gwarach czeskich funkcjonowały nazwy wskazujące magiczną moc w postaci obrdtka, osńdenica, sńdenićka, st’astnâ zelinka.
Ze względu na przypisywane magiczne, zwłaszcza miłosne, właściwości, czasem tą samą nazwą masier-ziele określano lubczyk. Nieco zbliżoną nazwą podejrzał określano również pokrewny rodzaj podejźrzon. Z rzadka również ją określano jako nasięźrzał, ale teksty zwykle podkreślały odrębność tych dwóch rodzajów. Skądinąd funkcjonuje pogłoska, jakoby w znanej Klukowi taksonomii ludowej nazwy nasięźrzał i podejźrzon oznaczały odpowiednio Botrychium i Ophioglossum, ale on zamienił te nazwy, co miałoby utrudnić praktykowanie guseł.